# Odonaspis oshimaensis
Odonaspis oshimaensis är en insektsart som beskrevs av Kuwana 1933. Odonaspis oshimaensis ingår i släktet Odonaspis och familjen pansarsköldlöss. Inga underarter finns listade i Catalogue of Life.